# Tony Nõu
Tony Nõu (* 28. August 1998) ist ein estnischer Leichtathlet, der sich auf den Sprint spezialisiert hat.

## Sportliche Laufbahn
Erste internationale Erfahrungen sammelte Tony Nõu im Jahr 2017, als er bei den U20-Europameisterschaften in Grosseto in 46,24 s den vierten Platz im 400-Meter-Lauf belegte und mit der estnischen 4-mal-100-Meter-Staffel mit 40,81 s im Vorlauf ausschied. Im Jahr darauf schied er bei den Europameisterschaften in Berlin mit 47,19 s in der ersten Runde aus. 2019 erreichte er bei den Europaspielen in Minsk nach 10,97 s Rang 27 im 100-Meter-Lauf und 2021 schied er bei den Halleneuropameisterschaften in Toruń mit 48,42 s im Vorlauf über 400 Meter aus.
2018 wurde Nõu estnischer Meister im 200-Meter-Lauf im Freien sowie 2017 in der Halle. Zudem wurde er 2015 Hallenmeister in der 4-mal-400-Meter-Staffel.

## Persönliche Bestleistungen
- 100 Meter: 10,68 s (−0,3 m/s), 26. Mai 2018 in Rakvere
  - 60 Meter (Halle): 6,96 s, 13. Januar 2018 in Tallinn
- 200 Meter: 21,17 s (+0,7 m/s), 16. Juni 2018 in Ogre
  - 200 Meter (Halle): 21,58 s, 14. Dezember 2018 in Lincoln
- 400 Meter: 46,24 s, 22. Juli 2017 in Grosseto
  - 400 Meter (Halle): 47,32 s, 17. Februar 2018 in Tallinn